# Стэнли, Генри, 4-й граф Дерби
Генри Стэнли (англ. Henry Stanley, сентябрь 1531 — 25 сентября 1593, Латом, Линкольншир, Англия), 4-й граф Дерби и 3-й лорд Мэна — английский аристократ, являвшийся помимо этого правителем острова Мэн. Получил звание Лорда верховного стюарда Англии на процессе над Филипом Говардом, графом Арунделом.

## Биография
Генри Стэнли родился в Латом-Хаусе, фамильном имении рода Стэнли в Линкольншире, в семье Эдуарда Стэнли, третьего графа Дерби, и его второй супруги Дороти Говард, дочери Томаса Говарда, второго герцога Норфолка, и Агнес Тилни.
7 февраля 1555 года состоялась свадьба Генри Стэнли и Маргарет Клиффорд, единственной дочери Генри Клиффорда, 2-го графа Камберленда, и леди Элеоноры Брэндон. Эта женитьба сына была ещё одним успехом матримониальной политики графа Эдуарда Стэнли. Во-первых, по материнской линии леди Маргарет была внучкой Чарльза Брэндона, 1-го герцога Саффолка, и Марии Тюдор, бывшей королевы Франции, на основании чего она была включена Генрихом VIII в список наследования короны Англии. На момент смерти своей матери в 1547 году Маргарет Клиффорд находилась в этом списке на седьмом месте. Во-вторых, через этот брак Генри Стэнли мог претендовать на возможность распоряжаться примерно третью имущества входящего в наследный фонд Саффолка (стоит отметить, однако, что получение этого наследства было достаточно длительным и затратным, сопряжённым с многочисленными попытками урегулировать претензии наследников Саффолка). В любом случае эта свадьба была важным событием, её почтили своим присутствием правящая королева Мария I и её принц-консорт Филипп Испанский. От этого брака Генри Стэнли оставил пятерых детей: четверых сыновей, два из которых — Фердинандо и Уильям позже также стали графами Дерби, и одну дочь.
В 1559 году отец Генри подписывает заявление о его акселерации (англ. Writ of Acceleration), что сделало его членом Палаты лордов под именем барона Стрейнджа.
После смерти отца в 1572 году Генри унаследовал все его титулы, в том числе старшие — графа Дерби и лорда Мэна, а также должности лорда-лейтенанта Ланкашира и Чешира.
В 1574 году королева Елизавета I посвятила Генри Стэнли в кавалеры ордена Подвязки, а в 1580 году он был назначен чрезвычайным послом во Францию с целью передать Генриху III знаки ордена Подвязки.
Не забывал граф Дерби и о делах своего владения на острове Мэн. В 1577 году Стэнли председательствовал на заседаниях общинного суда и Тинвальда, где епископ принёс ему свой оммаж. Он также руководил заседанием Тинвальда в 1583 году, когда были приняты «Правила лова форели и лосося». В 1585 Дерби дал указание димстерам выпустить закон «О найденных кладах», согласно которому все клады являются собственностью лорда Мэна.
Генри как и отец стал членом Тайного совета, его ввели в этот орган в 1585 году. В следующем году граф Дерби был одним из комиссаров короны на процессе над Марией Стюарт. Затем он был назначен лордом-распорядителем на судебном разбирательстве по делу Филиппа Говарда, графа Арундел в 1589 году.
В 1592 году граф вернулся в своё семейное гнездо в Латоме и два года спустя умер, оставив наследником старшего сына Фердинандо Стэнли.